# Кангаатсиак
Кангаатсиак — город и административный центр одноимённого муниципалитета в центральной части Западной Гренландии. Городской статус получил лишь в 1986 г., хотя постоянное поселение возникло ещё в 1846 г. В 1960-е гг. обсуждался вариант с объединением нескольких небольших населённых пунктов в один, но после протестов, в том числе гренландского писателя Оле Брандта, проект был оставлен.
Город расположен на предгорье, в 80 км в югу от залива Диско. Муниципалитет граничит с Сисимиутом на юге и Аасиаатом на севере, на востоке на 44° граничит с Аммассаликом, а на западе водами залива Диско. Общая площадь 43500 км². Население 669 чел. в городе и 1482 чел.(2007) во всем муниципалитете, в котором есть также населённые пункты Атту (264 чел.), Ниакорнаарсук (337 чел.), Икерасаарсук (105 чел.), Игинниарфик (88 чел.). Городки сохранили свой самобытный вид, с цветными домиками на одну семью и даже без дорог с твёрдым покрытием.
Основные источники дохода населения — рыбная ловля и охота на тюленей. В городе также есть фабрика по производству сушенной рыбы и креветок. В последнее время все больше значение получает туризм.
В городе есть магазин, электростанция, полицейский участок, детский сад с 26ю детьми, средняя школа (1-10 класс) со 150ю учениками. Общежитие под названием «Домик», на 6 мест — единственное место, где могут остановиться туристы. Единственная церковь построена в 1921 г.
Город связан круглогодичной вертолётной линией с Аасиаатом, а также паромной линией, обслуживающей четырежды в неделю пункты в районе залива Диско.
Муниципалитет может похвастаться богатой фауной, включающей северного оленя, полярного зайца, песца. Морская жизнь представлена различными видами тюленей и китов. На льдинах иногда приносит моржей и белых медведей. Птицы представленные не менее разнообразно и включают воронов, куропаток, соколов, снежных сов, полярных крачек, кайр, чаек и др.